# Илия Колчаков
Илия Колчаков е български военен, поручик, и революционер, деец на Вътрешната македоно-одринска революционна организация.

## Биография
Роден е в Пазарджик. По професия е аптекар. На 3 юли 1897 е произведен в чин подпоручик. Влиза във ВМОРО. Делегат е на Деветия македоно-одрински конгрес през юли-август 1901 година.
През Първата световна война е чиновник в щаба на Моравската военноинспекционна област. От 1917 година е в щаба на Планинската дивизия.